# Estudio de Framingham
El Estudio de Framingham o Estudio Framingham del Corazón (en inglés Framingham Heart Study) es un estudio de cohortes de larga duración sobre el riesgo cardiovascular, que todavía se encuentra en marcha, realizado entre los residentes de Framingham, una ciudad del estado de Massachusetts en los Estados Unidos de América (EE. UU.).
Este estudio se puso en marcha en 1948 con la participación inicial de 5.209 mujeres y hombres sanos de esta ciudad de entre 30 y 62 años, y en el que actualmente se incluye la tercera generación de participantes. Gracias a este estudio, que continúa siendo un referente en la actualidad, se dispone de diversos conocimientos sobre la epidemiología de los problemas cardiovasculares y los factores de riesgo asociados a su aparición.
Es un estudio prospectivo de base poblacional que comenzó en Framingham en 1948 con la cohorte original en el que, durante los últimos 66 años los investigadores han recogido datos sobre las enfermedades cardiovasculares y sus factores predisponentes. Es un estudio pionero en la investigación epidemiológica de las enfermedades crónicas no infecciosas y los métodos, estadísticos y de análisis e interpretación de datos, que ha utilizado, han tenido una amplia difusión en este campo.
El estudio Framingham surge en un contexto y un momento que lo hicieron posible. En primer lugar hay que situar la importancia creciente de las enfermedades cardiovasculares.
```
Durante las décadas de 1930s a 1950s se había logrado el control de las enfermedades infecciosas gracias tanto a las medidas de saneamiento como a la mejora de las condiciones de vida y la aparición de los antibióticos. Pero ya en la década de 1950 uno de cada tres varones de los EE. UU. padecía una enfermedad cardiovascular antes de cumplir los 60. Su prevalencia doblaba a la del cáncer y ya era la primera causa de muerte. La inquietud por esta nueva epidemia quizá se haya acrecentado porque el presidente Franklin D Roosevelt, que había adquirido una poliomielitis en la edad adulta y fue uno de los impulsores de la búsqueda de la vacuna, murió a causa de un problema cardiovascular. Ambas circunstancias contribuyeron a que junio de 1948, su sucesor el presidente Harry Truman firmara la "National Heart Act" en la que se decía que " … la nación americana está gravemente amenazada por las enfermedades del corazón y la circulación…"
```

En segundo lugar, en aquel momento no se conocían bien las causas de la enfermedad cardiovascular ni tampoco había tratamientos eficaces. Hasta el momento los métodos de investigación tradicional basados en el laboratorio y la clínica no habían producido frutos. Había que buscar otros métodos. Algunos científicos que después tendrían protagonismo en el Estudio Framingham proponían la prevención primaria como modelo.
En el estudio de Framingham, el objetivo del estudio fue determinar la historia natural de la enfermedad, explorar su comportamiento e identificar factores que lo expliquen y que se relacionen con su desarrollo.
Uno de los mitos que el estudio Framingham ayudó a desmontar fue el que hipertensión arterial diastólica era más peligrosa que la sistólica en cuanto al riesgo cardiovascular. De hecho, entre sus conclusiones están que la HTA sistólica tiene una relación más fuerte con la enfermedad coronaria que la diastólica. Otros dos artículos relacionaron la HTA sistólica con los ACVs y el fallo cardiaco cosa que no sucedía con la diastólica.

## Principales descubrimientos
Según los propios investigadores del estudio, gracias a este se han ido realizando diversos descubrimientos a lo largo de los años. A continuación se detallan los más destacables:
- 1960  El hábito tabáquico se relacionó con un aumento del riesgo de padecer patología cardiaca
- 1961  El nivel de colesterol, la presión arterial y las alteraciones en el electrocardiograma se relacionaron con un aumento del riesgo de padecer patología cardiaca
- 1967  La actividad física se relacionó con una disminución del riesgo de patología cardiaca, mientras que la obesidad se relacionó con un incremento de dicho riesgo
- 1970  La hipertensión arterial se relacionó con un aumento del riesgo de padecer un accidente vascular cerebral (AVC). Asimismo, la fibrilación auricular se vinculó a un riesgo 5 veces mayor de padecer un AVC
- 1976 La menopausia se vinculó a un incremento del riesgo de patología cardiaca
- 1978 Factores psicológicos influyen en la enfermedad cardiaca
- 1988 Los niveles elevados de colesterol HDL se vincularon a una disminución del riesgo de mortalidad
- 1990's El aumento del tamaño del ventrículo izquierdo del corazón (hipertrofia ventricular izquierda) incrementa el riesgo de AVC. La hipertensión arterial puede progresar a insuficiencia cardiaca. Se publica el Framingham Risk Score, que predice el riesgo futuro de padecer episodios de enfermedad coronaria (EC) en los siguientes 10 años. A la edad de 40 años, el riesgo de padecer EC es del 50% en hombres y del 33% en mujeres.
- 2000's  La llamada "presión arterial normal-alta" incrementa el riesgo de padecer enfermedad cardiovascular (la presión normal-alta, o prehipertensión, se define como una presión sistólica de 120–139 mm Hg o una presión diastólica de 80–89 mm Hg). El riesgo de desarrollar presión arterial elevada a lo largo de la vida es del 90%. La obesidad es un factor de riesgo para la insuficiencia cardiaca. Los niveles de aldosterona en suero predicen el riesgo de padecer niveles elevados de tensión arterial. Se inició el estudio "SHARe" (SNP Health Association Resource study), un estudio sobre la asociación genómica en el marco del estudio de Framingham. Los contactos sociales de las personas son un factor relevante en la presencia de obesidad, así como el hecho de si un fumador decide o no dejar el hábito tabáquico. La American Heart Association considera que algunos descubrimientos genómicos del estudio de Framingham se encuentran entre los principales logros en cardiología. Algunos genes incrementan el riesgo de fibrilación auricular. El riesgo de disminución de la memoria se incrementa en hombres y mujeres de edad media si los padres padecieron demencia.